# Erik Vendt
Erik Vendt (nacido el 9 de enero de 1981 en North Easton, Massachusetts) es un nadador estadounidense. Vendt ganó una medalla de plata en los Juegos Olímpicos de Pekín 2008 y los Juegos Olímpicos de Atenas 2004. En 2001 Vendt ganó una medalla de plata en los 400 metros de relevo en el Campeonato Mundial de Natación de 2001 en Fukuoka, Japón.
Vendt ganó una medalla de oro en los Juegos Olímpicos de 2008 al nadar en los heats para el equipo olímpico de Estados Unidos en los 4 x 200 estilo libre de relevo.